# 반대칭관계

## 정의
수학에서 
집합 {\displaystyle X} 상의 임의의 두 원소 a, b에 대하여 정의된 이항관계 {\displaystyle R}가
반대칭관계(反對稱關係, antisymmetric relation)라 함은 {\displaystyle aRb}이고 구문 분석 실패 (SVG (브라우저 플러그인을 통해 MathML 활성화 가능): "http://localhost:6011/ko.wikipedia.org/v1/" 서버에서 잘못된 응답 ('Math extension cannot connect to Restbase.'):): {\displaystyle b R a}
이면 구문 분석 실패 (SVG (브라우저 플러그인을 통해 MathML 활성화 가능): "http://localhost:6011/ko.wikipedia.org/v1/" 서버에서 잘못된 응답 ('Math extension cannot connect to Restbase.'):): {\displaystyle a=b}
를 만족한다는 뜻이다. 수학적으로 다시 쓰면 다음과 같다.
구문 분석 실패 (SVG (브라우저 플러그인을 통해 MathML 활성화 가능): "http://localhost:6011/ko.wikipedia.org/v1/" 서버에서 잘못된 응답 ('Math extension cannot connect to Restbase.'):): {\displaystyle  \forall a,b \in X, aRb \land bRa \Rightarrow a=b }

## 예제
예를 들어 aRb가 'a 는  b 와 관계가 있다'라는 이항관계이면 R 은 대칭관계이지만. 반대칭관계는 아니다. 그러나 R 을 '작거나 같다'로 정의하면 이것은 반대칭관계이다.

## 반대칭관계와 대칭관계
반대칭관계를 '대칭관계의 반대'로 혼동하기 쉽지만, 이는 사실이 아니다. 어떤 이항관계 R은 다음과 같은 네 가지 모든 경우에 해당할 수 있다.
- 반대칭관계이며 대칭관계인 경우: R이 같다를 나타내는 경우.
- 반대칭관계이지만 대칭관계는 아닌 경우: R이 작거나 같다라고 하자.
  - 구문 분석 실패 (SVG (브라우저 플러그인을 통해 MathML 활성화 가능): "http://localhost:6011/ko.wikipedia.org/v1/" 서버에서 잘못된 응답 ('Math extension cannot connect to Restbase.'):): {\displaystyle a\leq b}
이고 구문 분석 실패 (SVG (브라우저 플러그인을 통해 MathML 활성화 가능): "http://localhost:6011/ko.wikipedia.org/v1/" 서버에서 잘못된 응답 ('Math extension cannot connect to Restbase.'):): {\displaystyle b\leq a}
이면 구문 분석 실패 (SVG (브라우저 플러그인을 통해 MathML 활성화 가능): "http://localhost:6011/ko.wikipedia.org/v1/" 서버에서 잘못된 응답 ('Math extension cannot connect to Restbase.'):): {\displaystyle a=b}
 이므로 R은 반대칭관계이다.
  - 그러나 구문 분석 실패 (SVG (브라우저 플러그인을 통해 MathML 활성화 가능): "http://localhost:6011/ko.wikipedia.org/v1/" 서버에서 잘못된 응답 ('Math extension cannot connect to Restbase.'):): {\displaystyle a\leq b}
라고 구문 분석 실패 (SVG (브라우저 플러그인을 통해 MathML 활성화 가능): "http://localhost:6011/ko.wikipedia.org/v1/" 서버에서 잘못된 응답 ('Math extension cannot connect to Restbase.'):): {\displaystyle b\leq a}
인 것은 아니므로 대칭관계는 아니다.
- 반대칭관계는 아니지만 대칭관계인 경우: R이 구문 분석 실패 (SVG (브라우저 플러그인을 통해 MathML 활성화 가능): "http://localhost:6011/ko.wikipedia.org/v1/" 서버에서 잘못된 응답 ('Math extension cannot connect to Restbase.'):): {\displaystyle n}
을 법(法, modulus)으로 하는 합동(合同, congruent)이라고 하자.
  - 구문 분석 실패 (SVG (브라우저 플러그인을 통해 MathML 활성화 가능): "http://localhost:6011/ko.wikipedia.org/v1/" 서버에서 잘못된 응답 ('Math extension cannot connect to Restbase.'):): {\displaystyle  a \equiv b \bmod{n}}
이면 구문 분석 실패 (SVG (브라우저 플러그인을 통해 MathML 활성화 가능): "http://localhost:6011/ko.wikipedia.org/v1/" 서버에서 잘못된 응답 ('Math extension cannot connect to Restbase.'):): {\displaystyle  b \equiv a \bmod{n}}
이므로 R은 대칭관계이다.
  - 구문 분석 실패 (SVG (브라우저 플러그인을 통해 MathML 활성화 가능): "http://localhost:6011/ko.wikipedia.org/v1/" 서버에서 잘못된 응답 ('Math extension cannot connect to Restbase.'):): {\displaystyle 3 \equiv 7 \bmod{4}}
이고 구문 분석 실패 (SVG (브라우저 플러그인을 통해 MathML 활성화 가능): "http://localhost:6011/ko.wikipedia.org/v1/" 서버에서 잘못된 응답 ('Math extension cannot connect to Restbase.'):): {\displaystyle 7 \equiv 3 \bmod{4}}
이지만 3=7은 아니므로 반대칭관계가 아니라는 반례가 된다.
- 반대칭관계도 아니고 대칭관계도 아닌 경우: 구문 분석 실패 (SVG (브라우저 플러그인을 통해 MathML 활성화 가능): "http://localhost:6011/ko.wikipedia.org/v1/" 서버에서 잘못된 응답 ('Math extension cannot connect to Restbase.'):): {\displaystyle aRb}
이 정수 구문 분석 실패 (SVG (브라우저 플러그인을 통해 MathML 활성화 가능): "http://localhost:6011/ko.wikipedia.org/v1/" 서버에서 잘못된 응답 ('Math extension cannot connect to Restbase.'):): {\displaystyle a,b}
에 대하여 구문 분석 실패 (SVG (브라우저 플러그인을 통해 MathML 활성화 가능): "http://localhost:6011/ko.wikipedia.org/v1/" 서버에서 잘못된 응답 ('Math extension cannot connect to Restbase.'):): {\displaystyle a}
가 구문 분석 실패 (SVG (브라우저 플러그인을 통해 MathML 활성화 가능): "http://localhost:6011/ko.wikipedia.org/v1/" 서버에서 잘못된 응답 ('Math extension cannot connect to Restbase.'):): {\displaystyle b}
를 나눈다는 것을 나타낸다고 하자.
  - 구문 분석 실패 (SVG (브라우저 플러그인을 통해 MathML 활성화 가능): "http://localhost:6011/ko.wikipedia.org/v1/" 서버에서 잘못된 응답 ('Math extension cannot connect to Restbase.'):): {\displaystyle 1 \mid -1}
이고 구문 분석 실패 (SVG (브라우저 플러그인을 통해 MathML 활성화 가능): "http://localhost:6011/ko.wikipedia.org/v1/" 서버에서 잘못된 응답 ('Math extension cannot connect to Restbase.'):): {\displaystyle  -1 \mid 1 }
이지만 구문 분석 실패 (SVG (브라우저 플러그인을 통해 MathML 활성화 가능): "http://localhost:6011/ko.wikipedia.org/v1/" 서버에서 잘못된 응답 ('Math extension cannot connect to Restbase.'):): {\displaystyle 1=-1}
은 아니므로 반대칭관계가 아니라는 반례가 된다.
  - 구문 분석 실패 (SVG (브라우저 플러그인을 통해 MathML 활성화 가능): "http://localhost:6011/ko.wikipedia.org/v1/" 서버에서 잘못된 응답 ('Math extension cannot connect to Restbase.'):): {\displaystyle  3 \mid 6 }
이지만 구문 분석 실패 (SVG (브라우저 플러그인을 통해 MathML 활성화 가능): "http://localhost:6011/ko.wikipedia.org/v1/" 서버에서 잘못된 응답 ('Math extension cannot connect to Restbase.'):): {\displaystyle  6 \mid 3 }
은 아니므로 대칭관계가 아니라는 반례가 된다.

## 비대칭관계
반대칭관계는 비대칭관계(非對稱關係, asymmetric relation)와 혼동하기 쉬운데, 이 두 개념은 엄밀히 다른 개념이다. 비대칭관계는 집합 구문 분석 실패 (SVG (브라우저 플러그인을 통해 MathML 활성화 가능): "http://localhost:6011/ko.wikipedia.org/v1/" 서버에서 잘못된 응답 ('Math extension cannot connect to Restbase.'):): {\displaystyle X}
와 여기에 속하는 임의의 두 원소 a, b에 대하여 정의된 이항관계 구문 분석 실패 (SVG (브라우저 플러그인을 통해 MathML 활성화 가능): "http://localhost:6011/ko.wikipedia.org/v1/" 서버에서 잘못된 응답 ('Math extension cannot connect to Restbase.'):): {\displaystyle R}
이 있을 때 구문 분석 실패 (SVG (브라우저 플러그인을 통해 MathML 활성화 가능): "http://localhost:6011/ko.wikipedia.org/v1/" 서버에서 잘못된 응답 ('Math extension cannot connect to Restbase.'):): {\displaystyle a R b}
이면 구문 분석 실패 (SVG (브라우저 플러그인을 통해 MathML 활성화 가능): "http://localhost:6011/ko.wikipedia.org/v1/" 서버에서 잘못된 응답 ('Math extension cannot connect to Restbase.'):): {\displaystyle b R a}
가 아닌 것이다. 수학적으로 다시 쓰면 다음과 같다.
구문 분석 실패 (SVG (브라우저 플러그인을 통해 MathML 활성화 가능): "http://localhost:6011/ko.wikipedia.org/v1/" 서버에서 잘못된 응답 ('Math extension cannot connect to Restbase.'):): {\displaystyle  \forall a,b \in X, aRb \Rightarrow \lnot (bRa) }

이항관계 R 이 비대칭관계라는 것은 R이 반대칭관계이고 비반사관계라는 것과 동치이다. 